# الوزراء و الکتاب
الوزراء و الکتاب اثری است که در قرن سوم یا چهارم توسط محمد بن عبدوس کوفی جهشیاری(۳۳۱ هجری) به رشتهٔ نگارش درآمده‌است و زندگی کتباً و وزرا از عصر محمد، پیامبر اسلام تا مقتدر عباسی (۳۲۰ هجری) را پوشش می‌دهد. این اثر همچنین دارای اطلاعاتی در باب امور کتابت و دیوان در ایران پیش از اسلام می‌باشد. علاوه بر آن، به چیرگی ایرانیان در دستگاه خلافت عباسی نیز می‌پردازد و روایات مربوط به دورهٔ نخستین خلفای عباسی و ایرانیان حاضر در دستگاه خلافت همچون ابومسلم خراسانی و برمکیان را بیان می‌دارد. آنچه اکنون از کتاب وی برجای مانده‌است، تا اوایل خلافت مأمون را دربرمی گیرد و با وزارت فضل بن سهل به پایان می‌رسد.